# Компендиум (оптика)

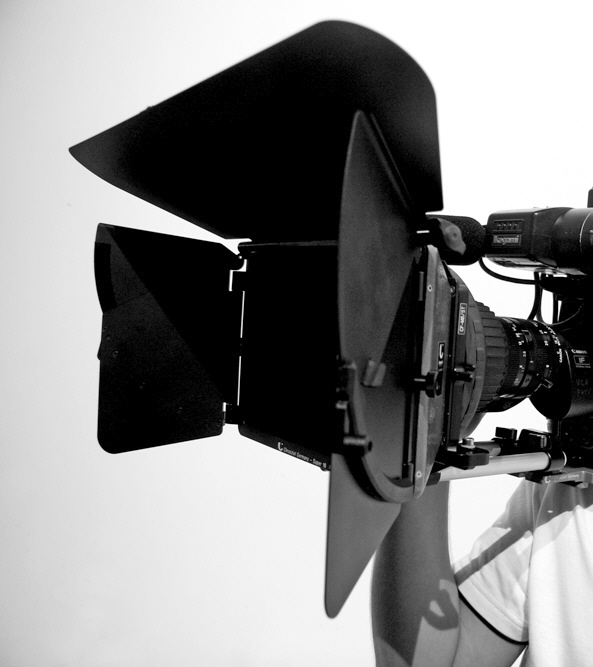
Компендиум с верхней и боковыми светозащитными шторками

Компендиум (от лат. compendium — сбережение; выгода) — светозащитное устройство, применяемое при профессиональной киносъёмке и на телевидении. Компендиум крепится перед объективом киносъёмочного аппарата и служит в качестве бленды и держателя светофильтров, каше или оптических насадок. В большинстве случаев компендиум используется при установке киносъёмочного аппарата или видеокамеры на штативе, поскольку при съёмке с рук или с плеча он слишком громоздок по сравнению со штатной блендой. Некоторые штативные кинокамеры оснащались несъёмным компендиумом, рассчитанным на ограниченный диапазон фокусных расстояний объективов.

## Устройство
Кроме основного светозащитного короба компендиум может содержать дополнительные светозащитные шторки, устанавливаемые для предотвращения засветок от осветительных приборов или других источников света. В большинстве случаев используется верхняя светозащитная шторка, предотвращающая засветку от неба, которая снижает контраст изображения.
Для одновременного использования нескольких светофильтров компендиум оснащается специальной кассетой для оптических насадок. Во время съёмки кинооператоры могут использовать следующие разновидности светофильтров:
- нейтральные светофильтры, служащие для уменьшения экспозиции без уменьшения относительного отверстия объектива;
- оттенённые нейтральные фильтры, применяемые для притемнения неба или других слишком ярких областей изображения;
- цветокорректирующие (конверсионные) светофильтры для регулировки спектрального состава света в соответствии с цветовым балансом киноплёнки;
- поляризационные светофильтры, применяемые для уменьшения интенсивности отражений или притемнения неба;
- эффектные насадки.

Большинство применяемых оптических насадок требует возможности их вращения вокруг оптической оси, которое обеспечивается специальной конструкцией кассеты.
Компендиумы снабжаются устройствами крепления к киносъёмочному аппарату непосредственно или через площадку штатива. Кроме этого компендиум крепится через специальное переходное кольцо к киносъёмочному объективу для предотвращения засветок. Размеры компендиума подбираются таким образом, чтобы края снимаемого кадра не перекрывались, поэтому с объективами различных фокусных расстояний одинаковые компендиумы непригодны. Некоторые типы компендиумов обладают устройством, аналогичным фокусировочному меху, и угол поля зрения, ограничиваемый блендой компендиума, может регулироваться.